# Festival der Künste Apollonia
Das Festival der Künste Apollonia (auch als Künstlertage Apollonia bekannt, bulgarisch Празници на изкуствата Аполония/Praznizi na izkustwata Apolonia, zu dt. Festtage der Künste Apollonia) ist ein mehrtägiges Kunst- und Filmfestival, das Anfang September in der bulgarischen Schwarzmeerstadt Sosopol stattfindet. Das Festival wird von der Stiftung Apollonia (bulg. Фондация Аполония) organisiert.

## Geschichte

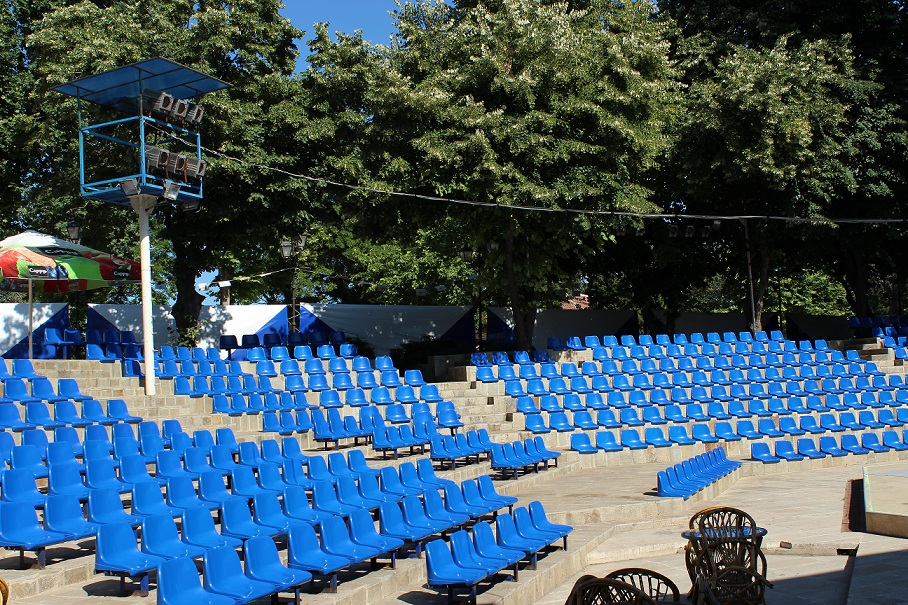
Teil der Freilichtbühne, auch Amphitheater genannt

Aufgrund der malerischen Lage siedelten sich in Sosopol seit den 1960er Jahren Künstler, Journalisten, Schriftsteller und Musiker an, die in der Volksrepublik Bulgarien fern der kommunistischen Kontrolle der Hauptstadt relativ frei wirken konnten. Dies brachte der Stadt recht früh den Beinamen Stadt der Maler und Fischer ein. 1984 traten ohne die ansonsten damals übliche Genehmigung des Staatsapparates die ersten Künstler vor heimischem Publikum und Touristen auf. Die ersten Vorstellungen und Konzerte fanden auf der im gleichen Jahr erbauten Freilichtbühne (genannt Amphitheater) statt.
Heute sind die Festtage der Künste eines der bekanntesten Kulturfeste Bulgariens. Als Veranstaltungsplätze werden neben der Freilichtbühne (neben dem Archäologischen Museum), die Museen, die Galerien, das Kulturhaus, öffentliche Plätze, das Stadion, die Schule sowie der Strand genutzt.